# Silvio Cinquini

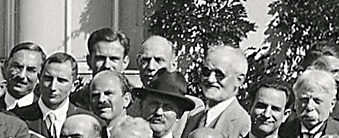
Da esquerda para a direita: Ervand Kogbetliantz, Silvio Cinquini, não identificado (atrás), Szász (frente), Blichfeldt (atrás), Gheorghe Țițeica (frente, de chapéu), Tyler, Konstantinos Papaioannou, Ludwig Kiepert, no Congresso Internacional de Matemáticos, Zurique, 1932.

Silvio Cinquini (Pavia, 4 de setembro de 1906 – Pavia, 22 de agosto de 1998) foi um matemático italiano.

## Biografia
Em 1929 formou-se em Bolonha, onde foi aluno de Leonida Tonelli. Obteve o diploma em análise superior na Escola Normal Superior de Pisa, onde foi assistente de Leonida Tonelli e onde começou a lecionar. Em 1938 casou-se com a matemática Maria Cibrario Cinquini. Em 1939 foi para a Universidade de Pavia, onde foi professor de análise e permaneceu até 1976. De 1957 a 1969 ocupou o prestigioso cargo de diretor na Faculdade de Ciências. Aposentou-se em 1981.
Era principalmente interessado em cálculo variacional e equações diferenciais parciais não lineares. Foi autor de cerca de 130 publicações científicas.
Foi palestrante convidado do Congresso Internacional de Matemáticos em Zurique (1932). Foi membro de várias academias.